# 親愛愛樂
親愛愛樂來自南投仁愛鄉，於2014年成立，是台灣第一個原住民弦樂團。兩位創辦人陳珮文和王子建從2008年開始以課後照顧的方式帶著孩子拉琴，透過音樂培育原住民孩童及青年。
首張原住民古調弦樂專輯《那一天》入圍第27屆傳藝金曲獎最佳跨界音樂專輯獎。 2017年赴維也納參加「至高榮耀」維也納國際青少年音樂節（The Summa Cum Laude Festival in Vienna）比賽，穿著族服、赤著腳，以莫札特Ｄ大調KV136嬉遊曲及李哲藝老師的〈泰雅序曲〉及〈馬卡道狂想曲〉，獲得弦樂合奏組第一名。 2017年底推出《盛夏的孩子》巡迴音樂會，邀請台灣當代作曲家李哲藝老師，及劇場導演謝淑靖老師參與製作。歷年來推出了許多音樂會，包含《黑孩子》音樂會、《編走編想》音樂會。從2019年開始創作，推出《14堂山上的音樂課》、《攜手》音樂會、《Lawa的彩虹橋》等創作。

## 出版
- 2015年《那一天》
- 2016年《古靜春》
- 2018年《盛夏的孩子》
- 2019年《親愛愛樂黃金金曲》
- 2022年《14堂山上的音樂課》
- 2022年《Lawa的彩虹橋》